# 1723
- Wikisource

| Calendário gregoriano                                                        | 1723 MDCCXXIII                      |
| Ab urbe condita                                                              | 2476                                |
| Calendário arménio                                                           | 1172 – 1173                         |
| Calendário bahá'í                                                            | -121 – -120                         |
| Calendário budista                                                           | 2267                                |
| Calendário chinês                                                            | 4419 – 4420 Início a 5 de fevereiro |
| Calendário copta                                                             | 1439 – 1440                         |
| Calendário etíope                                                            | 1715 – 1716                         |
| Calendários hindus - Vikram Samvat - Calendário nacional indiano - Cáli Iuga | 1778 – 1779 1644 – 1645 4823 – 4824 |
| Calendário Holoceno                                                          | 11723                               |
| Calendário islâmico                                                          | 1135 – 1136                         |
| Calendário judaico                                                           | 5483 – 5484                         |
| Calendário persa                                                             | 1101 – 1102                         |
| Calendário rúnico                                                            | 1973                                |
| Calendário solar tailandês                                                   | 2266                                |

1723 (MDCCXXIII, na numeração romana) foi um ano comum do século XVIII do actual Calendário Gregoriano, da Era de Cristo,  e a sua letra dominical foi C, teve 52 semanas,  início a uma sexta-feira e terminou também a uma sexta-feira.
| Ano completo                       |
| ---------------------------------- |
| Ano comum com início à sexta-feira |

## Eventos
- 8 de Março - Criação da Vila da Madalena na ilha do Pico, Açores.
- Termina a construção do Aqueduto da Carioca, atualmente os Arcos da Lapa, no Rio de Janeiro.[1]
- Apresentação das Quatro Estações de Antonio Vivaldi.

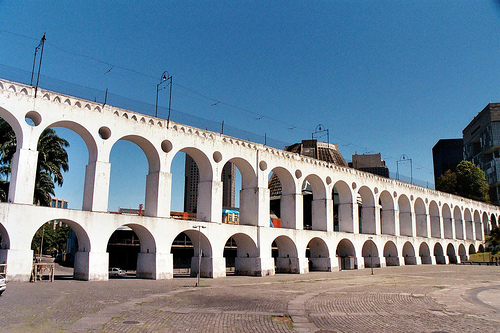
Os Arcos da Lapa eram, originalmente, um aqueduto.

## Nascimentos
- 1 de Julho — Pedro Rodríguez de Campomanes, político e economista espanhol (m. 1802).
- 16 de Julho - Joshua Reynolds, pintor inglês.
- 5 de Junho - Adam Smith, economista e filósofo britânico (m. 1790).
- 7 de Setembro - Jacques Pedro Abatucci, foi um General francês, m. 1813.
- 8 de dezembro (ou antes) - Barão d'Holbach, filósofo francês (m. 1789).
- 22 de Dezembro - Karl Friedrich Abel, músico alemão[2]

## Mortes
- 25 de Fevereiro - Christopher Wren, matemático inglês (n. 1632).
- 26 de Agosto - Antoni van Leeuwenhoek, cientista neerlandês, aperfeiçoador do microscópio (n. 1632).

## Por tema
- 1723 na literatura
- 1723 na música